# قانون التسمية في السويد
قانون التسمية في السويد (بالسويدية: lag om personnamn)‏‏ هو قانون سويدي [الإنجليزية] يتطلب موافقة الوكالة الحكومية على إعطاء أسماء للأطفال السويديين، حيث يجب على الوالدين تقديم الاسم المقترح للطفل في غضون ثلاثة أشهر من الولادة، وقد شرع القانون الحالي في عام 2017 ليحل محل قانون 1982، وتدير وكالة الضرائب السويدية [الإنجليزية] تسجيل الأسماء في السويد، وقد تم تنقيح القانون منذ أن تم إصداره في عام 1983 وأصبح من الممكن للرجال تبني أسماء زوجاتهم وكذلك للنساء تبني اسم أزواجهم.
ينص قانون عام 1982 جزئياً على: «أن لا تتم الموافقة على الأسماء الأولى إذا كان من الممكن أن تتسبب في ارتكاب جريمة أو أنه من المفترض أن تسبب عدم ارتياح لمن يستخدمها أو أسماء لا تتناسب كاسم أول لسبب واضح»، وينطبق هذا النص على حد سواء عندما يسمي الآباء أطفالهم أو عندما يريد شخص بالغ تغيير اسمه؛ فعند تغيير الاسم يكون التغيير الأول مجانيًا طالما يتم الاحتفاظ باسم واحد على الأقل من الأسماء المسجلة منذ الولادة، ولا يسمح بهذا التغيير إلا مرة واحدة لكل شخص، بينما تتطلب تغييرات الاسم الإضافية دفع الرسوم، ولا ينص القانون على أي شيء حول تسجيل الاسم المستخدم على أساس يومي، ولكن يمكن للسلطة الضريبية تسجيل ذلك عند الطلب.

## تاريخ
كان أول تشريع وطني حقيقي حول أسماء العائلة هو مرسوم الاسم الصادر في خامس من ديسمبر عام 1901 والذي يهدف في المقام الأول إلى منع الأسر غير النبيلة من إعطاء أطفالها أسماء الأسر النبيلة، وقد تم تنقيح المرسوم في 1919 و 1920 و 1921 و 1922 و 1931 و 1946 و 1962، وقد أعقب المرسوم قانون الأسماء لعام 1963 والذي دخل حيز التنفيذ القانوني الكامل في الأول من يناير عام 1964، وأعقب هذا القانون قانون عام 1982 (بالسويدية: Namnlagen) الذي دخل حيز التنفيذ القانوني الكامل في الأول من يناير عام 1983، وفي عام 2001 دعا البرلمان السويدي (Riksdag) الحكومة إلى اتخاذ إجراء بشأن قانون تسمية جديد ولكن دون أي نتيجة، وفي 21 ديسمبر 2009 عينت الحكومة السويدية لجنة تحقيق خاصة لاقتراح كيفية تشكيل قانون تسمية جديد، وقد تم نشر التقرير النهائي للجنة في مايو 2013، وبعد ذلك بعد بعض المشاحنات البيروقراطية اقترحت الحكومة السويدية مشروع قانون تسمية على البرلمان السويدي والذي وافق على الاقتراح ليصبح ساري المفعول الكامل والقانوني في 1 يوليو 2017.

## الأسماء الاحتجاجية
كان هناك بعض الجدل حول قوانين التسمية في السويد منذ سنها، وبصرف النظر عن التعليقات المهمة في الصحافة حاول العديد من الآباء إعطاء أطفالهم أسماء غير عادية.

### Brfxxccxxmnpcccclllmmnprxvclmnckssqlbb11116
Brfxxccxxmnpcccclllmmnprxvclmnckssqlbb11116 -وينطق ظاهريًا [ːalːbɪn] («ألبين»)- كان اسمًا مخصصًا لطفل سويدي ولد عام 1991، حيث أعطى الوالدان إليزابيث هالين ولاس ديدنج طفلهما هذا الاسم للاحتجاج على غرامةٍ فرضت وفق قانون التسمية في السويد.
نظرًا لأن الوالدين لم يسجل اسمًا للطفل حتى حلول يوم ميلاده الخامس فقد فرضت عليهما محكمة محلية في هالمستاد بجنوب السويد غرامة قدرها 5000 كرونور (حوالي 740 دولارًا في ذلك الوقت وتعادل 1,182 دولارًا في 2018)، ورداً على الغرامة قدم الوالدان اسمًا مكونًا من 43 حرفًا في مايو 1996 زاعمين أنه كان «تطورًا مفعم بالتعبيرات ونرى أنه إبداع فني»، واقترح الوالدان أن يتم فهم الاسم بروح الفيزيائية، ولكن رفضت المحكمة الاسم وأيدت الغرامة.
حاول الوالدان بعد ذلك تغيير هجاء الاسم إلى A (يتم نطقه أيضًا "[ɪalbɪn]")، ولكن مرة أخرى رفضت المحكمة الموافقة على الاسم.

### ميتاليكا
وفي عام 2007 حارب مايكل وكارولينا تومارو لتسمية ابنتيهما باسم «ميتاليكا» بعد الفرقة المعدنية، وقرر مسؤولو الضرائب أن الاسم «غير مناسب»، لكن المحكمة الإدارية في مقاطعة غوتبورغ قضت في مارس 2007 بعدم وجود سبب لحجب الاسم قائلين أن امرأة سويدية تستخدم بالفعل ميتاليكا كاسم أوسط لها، لم يوافق مسؤولو الضرائب على القرار وحرموا الوالدين من جواز سفر لابنتهما لكنهما سحبا الاعتراض لاحقًا.
لاحظ التعليق في ذلك الوقت أن اسم «جوجل» كان مقبولًا في وقت سابق في عام 2005 عندما قام إلياس وكارول كاي بتسمية طفلهما «أوليفر جوجل كاي».

### الله
في عام 2009 رفضت سلطات الضريبة السويدية أن تسمح لزوجين بتسمية ابنهما ب«الله»، كان أساس رفض هذا القرار أن هذا الاسم ربما يلاقي اعتراضا لأسباب دينية وربما يهين بعض الناس هذا الاسم، ولنفس السبب فإنه غير مسموح بتسمية «يسوع» في بعض الدول.
اعتبارًا من 31 ديسمبر 2018، كان هناك 245 شخصًا يعيشون في السويد يحملون اسم الله اسمًا أول (أو اسمً أوسط)، و3 أشخاص في السويد كان لهم اسم الله اسم عائلةٍ.